# Bellavista (Tizneros)
Bellavista o Residencial Bellavista es una urbanización perteneciente al municipio de Espirdo, en la provincia de Segovia, comunidad autónoma de Castilla y León, España.
Terminada en 2006, está situada entre la N-110 y la localidad de Tizneros de la que depende a efectos administrativos y está unida por una carretera con acera. Aunque el INE no ofrece datos de la urbanización, buena parte de los 401 habitantes censados en Tizneros son de este núcleo.
Bellavista conforma junto con los núcleos Tizneros, La Higuera y Espirdo el municipio homónimo.

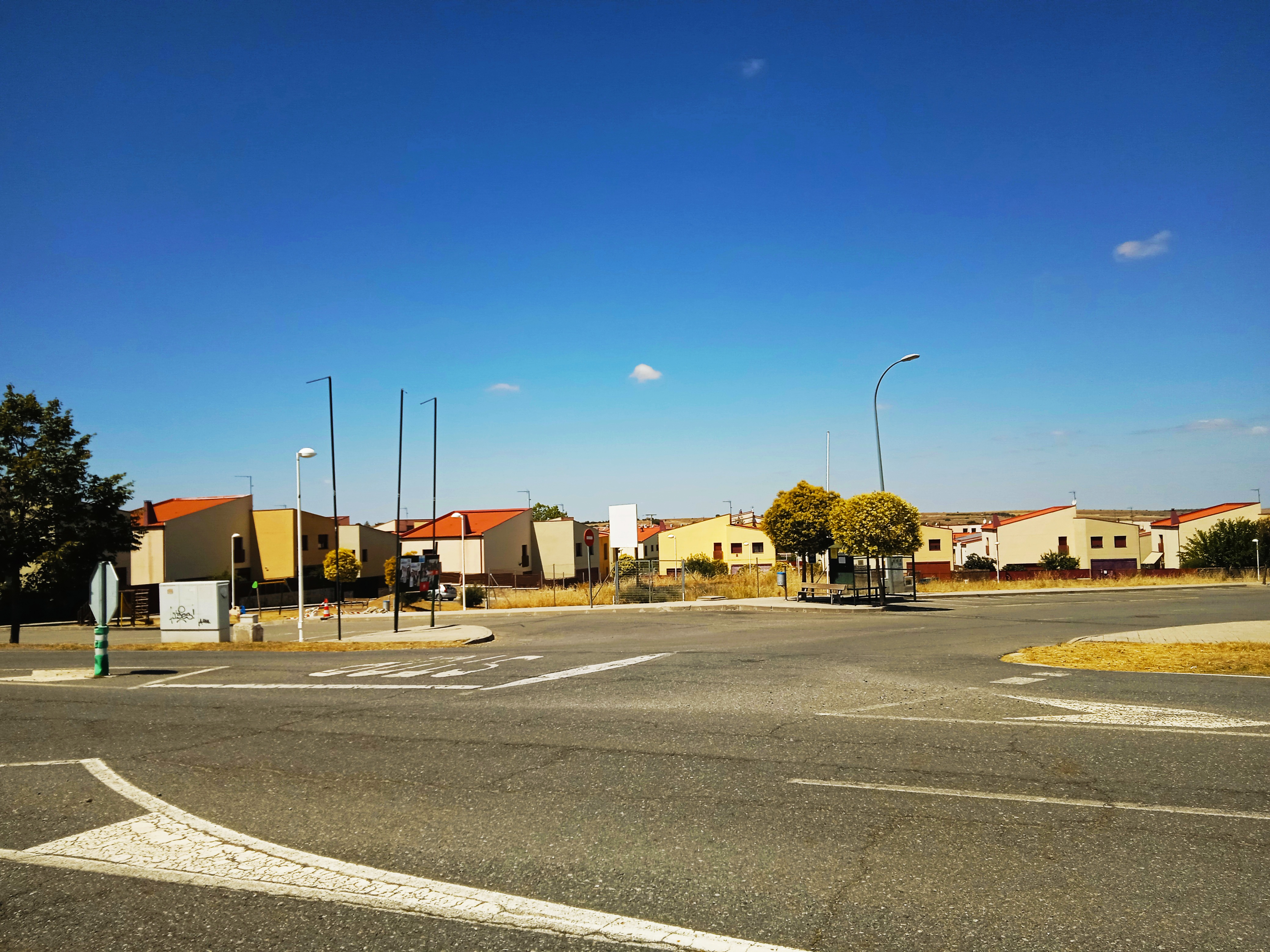
Entrada desde la carretera SG-V-2227 a Bellavista

## Geografía

### Límites
| Noroeste: Espirdo                              | Norte: Tizneros | Noreste: Tizneros, Torrecaballeros          |
| Oeste: Espirdo                                 |                 | Este: Cabanillas del Monte, Torrecaballeros |
| Suroeste: El Sotillo (La Lastrilla)            | Sur: Trescasas  | Sureste: Trescasas, Cabanillas del Monte    |
| ----Mapa interactivo — Ubicación de Bellavista |                 |                                             |

## Autobuses

Plano Metropolitano Segovia donde aparecen las líneas a su paso por Bellavista

Bellavista forma parte de la red de transporte Metropolitano de Segovia que va recorriendo los distintos pueblos de la provincia y tiene una parada a la entrada a la urbanización.
| Línea | Trayecto                                                                                              |
| ----- | --- |
| M5    | Santo Domingo de Pirón - Segovia (por Bellavista, Tizneros, Espirdo, La Higuera, Brieva y Basardilla) |

## Administración y política
Bellavista, al igual que Tizneros depende del Ayuntamiento de Espirdo, donde desde las elecciones municipales de 2019 la alcaldesa es María del Socorro Cuesta Rodríguez, del Partido Popular.
Cruz Sastre Llorente, concejala de Cultura, Juventud y Asuntos Sociales es también Representante en la Comisión de la Urbanización Bellavista.